# ألاستير بيلينجهام
ألاستير بيلينجهام (بالإنجليزية: Alastair Bellingham)‏ هو عالم أمراض بريطاني، ولد في 27 مارس 1938، وتوفي في 4 ديسمبر 2017.